# 厄爾·查爾斯·斯萊弗
厄爾·查爾斯·斯萊弗（英語：Earl Charles Slipher，1883年3月25日—1964年8月7日）是一位美國天文學家。天文學家維斯托·斯萊弗之弟。

## 生平
斯萊弗生於美國印第安那州茂比利。1908年斯萊弗進入羅威爾天文台並成為以研究火星而聞名的行星天文學家。他曾經出版 Photographic History of Mars (1905-1961)。1957年他在迪士尼詩選電視系列中的 "Mars and Beyond" 系列節目討論火星上存在生命的可能性。
1918到1920年斯里弗是旗桿市的市長，之後直到1933年他都是亞利桑那州議會的議員。
斯萊弗當年為了解決大氣擾動，能夠拍攝火星清晰照片時採用的特殊技巧，成為現代計算攝影技術的先驅。

## 榮譽
- 月球上的斯里弗環形山是以他和其兄維斯托的姓氏命名，此外還有火星上的同名撞擊坑和1962年9月7日由印第安納小行星計畫（Indiana Asteroid Program）發現的小行星1766。

## 外部連結
- Biography

1. ↑  The Photographic Story of Mars by Earl Carl  Slipher 1962 US Air Force